# Ryuichi Kiyonari
Ryuichi Kiyonari 清成龍 (Kawagoe, 23 de setembro de 1982) é um motociclista japonês. Correu na Temporada de MotoGP de 2003.